# Hendrik Auhagen

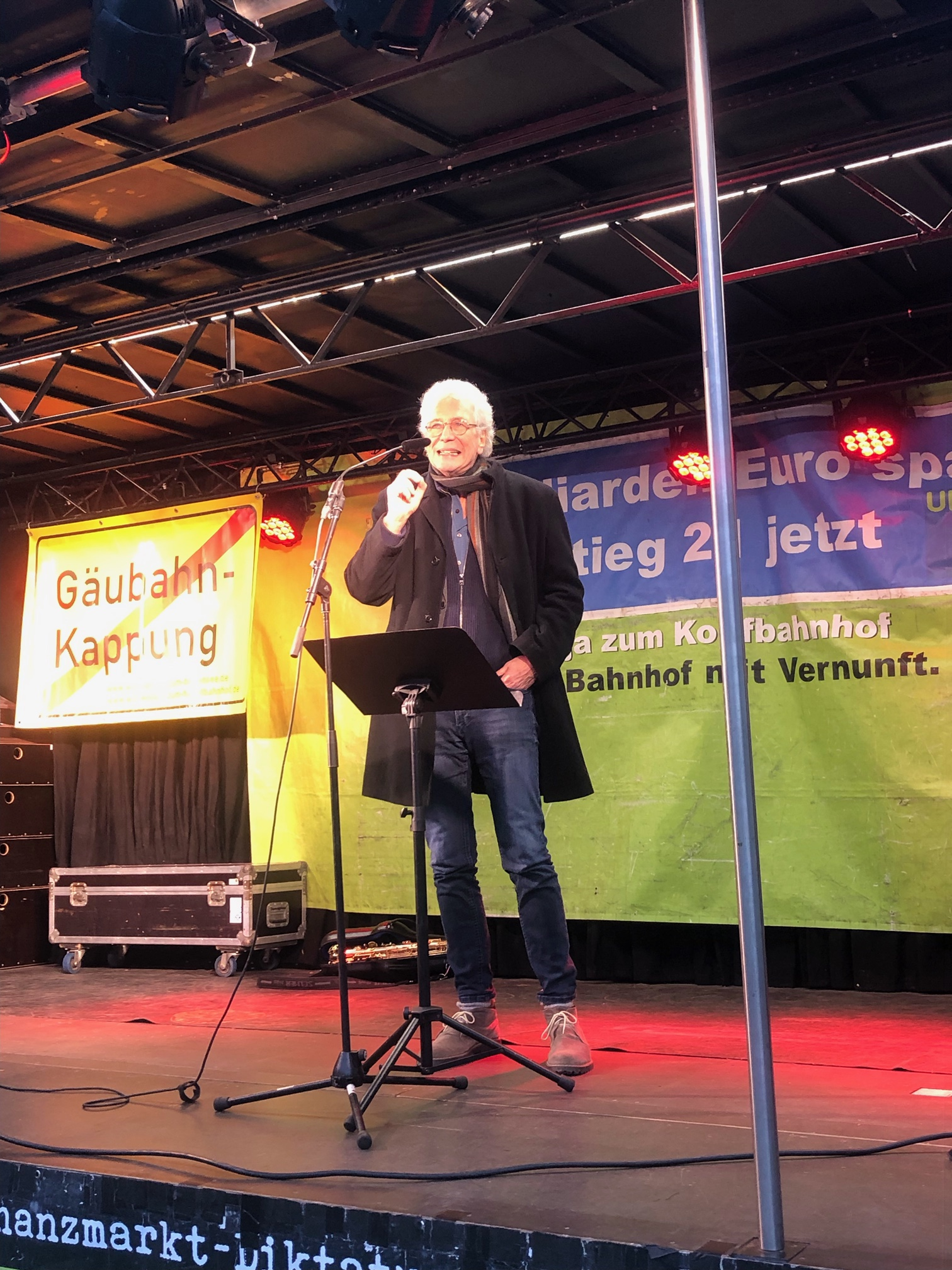
Hendrik Auhagen als Redner bei der Pro Gäubahn Kundgebung am 23. Januar 2025 in Stuttgart

Hendrik Auhagen (* 25. Mai 1951 in Celle) ist ein deutscher Lehrer, Autor und Politiker (Bündnis 90/Die Grünen). Er war vom 17. April 1985 bis 18. Februar 1987 für das Land Baden-Württemberg als Nachrücker in der 10. Wahlperiode Abgeordneter im Deutschen Bundestag. Auhagen beschäftigt sich sowohl politisch als auch literarisch überwiegend mit bahnpolitischen Themen. 

## Bahnpolitik
Politisch war er u. a. bei Attac Konstanz tätig und engagierte sich gegen die Privatisierung der Bahn. Er war Mitglied der Expertengruppe Bürgerbahn statt Börsenbahn und Mitgründer des Bündnisses Bahn für Alle.
Aktuell ist er Konstanzer Kreisvorsitzender des Verkehrsclubs Deutschland (VCD). Er ist Mitbegründer des Pro Gäubahn-Landesbündnisses und dessen Konstanzer Sprecher. Seit 2024 setzt sich Auhagen insbesondere gegen die Kappung der Gäubahn-Strecke im Zuge der geplanten Teil-Inbetriebnahme von Stuttgart 21 ein. Innerhalb der Grünen engagiert sich Auhagen vor allem bahnpolitisch. Er brachte bei der Landesdelegiertenkonferenz der baden-württembergischen Grünen 2024 u. a. den einstimmig angenommenen Antrag zum Weiterbetrieb der Gäubahn bis zum Stuttgarter Hauptbahnhof ein.

## Lehrer
In den Jahren 1999 und 2000 unterrichtete er Deutsch an einem Kolleg in Legnica (Niederschlesien, Polen). Von 2001 bis 2004 lehrte er Deutsch und Gemeinschaftskunde in Bad Säckingen am Scheffel-Gymnasium. Danach wechselte er an das Friedrich-Wöhler-Gymnasium in Singen.

## Autor
2020 veröffentlichte Auhagen zusammen mit Thomas Eberhard-Köster und Achim Heier das Buch Klimagerechte Mobilität für alle. Seinen ersten Roman veröffentlichte Auhagen 2025. In Sonderzone Cap d'Agde beschreibt er die Flucht eines grünen Verkehrsministers aus Ostdeutschland an den für seine erotische Freizügigkeit bekannten südfranzösischen Badeort Cap d'Agde.

## Bibliografie
- Klimagerechte Mobilität für alle - Verkehr der Zukunft nicht den Konzernen überlassen, AttacBasis Texte 57, VSA Verlag Hamburg 2020.
- Sonderzone Cap d'Agde, Primär Verlag Berlin 2025.